# فرشید
فَرشید نامی پارسی است. این نام یکی از کهن‌ترین نام‌های پارسی و کوتاه شده فَرشیدوَرد (فَرشاوَرد) به معنای «بی‌باکیِ شگفت‌آور» است. 
در شاهنامه از سه تن با نام فرشیدورد یاد شده است.

## ریشه‌شناسی فرشیدورد
در اوستا «فْرَشْ هَمْ وَرِتَ» (اوستایی:𐬟𐬭𐬀𐬱 - 𐬵𐬅𐬨 - 𐬬𐬀𐬭𐬆𐬙𐬀 = fraš.hãm.vareta) و در پارسی میانه فْرَشاوَرت (پارسی میانه:𐭯𐭥𐭱𐭠𐭥𐭥𐭲 = frašāvart) آمده است. در زبان پارسی نو به صورت‌های فرش‌آورد، فرشیدورت، فرشیدورد، فرشیدور و فرشید آمده است. در اوستایی روی هم معنای «بی‌باکیِ شگفت‌آور» می‌دهد.  برخی فرشید را ترکیبی از دو بخش «فر» و «شید» (به معنای درخشنده) و به معنای «دارندهٔ فر درخشنده» دانسته‌اند. لازم است ذکر شود که در اشکال باستانی این واژه، نه واژهٔ خْوَرِنَ (xwarena) هم‌ارزِ «فر» در پارسی نو، و نه واژهٔ خْشَئی٘تَ (xšaēta) هم‌ارزِ «شید» (درخشنده) در پارسی نو آمده‌است. پس معنای «دارندهٔ فرّ درخشنده» درست نمی‌نماید.
در شاهنامهٔ فردوسی نام سه تن فرشیدورد است:
۱. فرشیدورد پسر ویسه: برادر پیران ویسه، پهلوان تورانی که پس از جنگ یازده رخ به همراه برادرش؛ لَهّاک گریخت و به دست گستهم؛ پهلوان ایرانی کشته شد؛
۲. فرشیدورد پسر گشتاسب: برادر وفادار اسفندیار از پهلوانان ایرانی که در نبرد با ارجاسب؛ شاه توران کشته می‌شود. در دو مورد در شاهنامهٔ تصحیح‌شدهٔ دکتر جلال خالقی مطلق فرش‌آورد آمده است. این دو مورد در بخش سرودهٔ دقیقی توسی می‌باشد که حدود هزار بیت است و فردوسی آن را در شاهنامهٔ خود جای داده است.؛
۳. فرشیدورد، دهقانی در زمان بهرام گور

## اشخاص مشهور با این نام
- فرشید امین (خواننده)
- فرشید طالبی (فوتبالیست)
- فرشید کریمی (فوتبالیست)
- فرشید موسوی (خانم - معمار)
- فرشید مثقالی (تصویرگر)
- فرشید شفیعی (هنرمند)
- فرشید منافی  (گوینده)
- فرشید اسماعیلی (فوتبالیست)
- فرشید باقری (فوتبالیست)

## یادداشت
1. ↑  هم‌سنجیده شود با «نَئیریَ هَم وَرِتَ» (اوستایی:𐬥𐬀𐬌𐬭𐬌𐬌𐬀 - 𐬵𐬅𐬨 - 𐬬𐬀𐬭𐬆𐬙𐬀) در «مِهریَشت» (کردهٔ ۱۸ بند ۷۱ و کردهٔ ۱۶ بند ۶۶) به معنای «بی‌باکیِ مردانه».
2. ↑  wonderful valor